# Клюсев, Никола
Никола Клюсев (макед. Никола Кљусев; 2 октября 1927, Штип, Королевство сербов, хорватов и словенцев — 16 января 2008, Скопье, Македония) — македонский экономист и государственный деятель, первый премьер-министр Республики Македония после провозглашения независимости с 1991 по 1992 год.

## Образование
В 1953 году Клюсев окончил Школу экономики Белградского университета. Там же получил степень доктора экономических наук. Тема докторской диссертации: "Критерии и методы оценки экономической эффективности инвестиций".

## Научная деятельность
Академик Никола Клюсев начал свою научную карьеру в 1953 году в качестве ассистента в Научно-исследовательском институте промышленности Македонии. С 1960 по 1967 год являлся научным сотрудником в Институте экономики Македонии. В 1972 году стал профессором экономического факультета в Университете Св. Кирилла и Мефодия в Скопье. В 1988 году был избран членом Македонской академии наук и искусств, в качестве Председателя Совета по демографическим исследованиям. Имел целый ряд опубликованных работ, монографий и научных исследований, а также нескольких книг стихов, эссе и многое другое.

## Политика
С 1991 по 1992 год Клюсев был первым премьер-министром Республики Македония после её отделения от Югославии. Под его руководством была введена новая национальная валюта — денар. Кроме того, он возглавлял сложные переговоры по выводу югославских войск из Македонии. Во время пребывания в должности премьер-министра не являлся членом какой-либо политической партии. Позже он вступил в ВМРО-ДПМНЕ, одну из основных политических партий Македонии. В 1997 году был избран Председателем Совета ВМРО-ДПМНЕ. С 1998 по 2000 год он снова входил в правительство в качестве министра обороны.
Умер 16 января 2008 года в Македонии. О его смерти объявила Македонская академия наук и искусств (MANU).